# Oido
Oido (Hangul:오이도; Hanja: 烏耳島) est une île se situant sur la côte ouest de la Corée du Sud dans la province de Gyeonggi-do. Oido possède de nombreux vestiges préhistoriques et notamment des amas coquilliers, qui témoignent des échanges entre les cultures néolithiques du Nord et du Sud de la péninsule coréenne. Oido est desservi par la ligne 4 du métro de Séoul.